# Drangey
Drangey je ostrov u severního pobřeží Islandu. Nachází se v zálivu Skagafjörður v regionu Norðurland vestra. Je tvořen tufovým skaliskem, jehož strmé stěny převyšují okolní oceán až o 180 metrů. Má rozlohu dvacet hektarů a je bez stálého lidského osídlení.
Ostrov je spojen s významnou památkou islandské středověké literatury nazvanou Grettis saga, podle níž se sem uchýlil před spravedlností Grettir Silný, stíhaný pro vraždu.
Drangey je turistickou atrakcí díky velkému množství mořských ptáků jako je papuchalk bělobradý, alkoun úzkozobý, racek tříprstý nebo raroh lovecký.

## Pověst o vzniku ostrova
Podle místní legendy vznikl ostrov tak, že manželský pár nočních obrů na tomto místě převáděl krávu přes záliv, zastihlo je však denní světlo a všichni zkameněli. Z těla krávy vznikl ostrov Drangey a z těl obrů nedaleká skaliska Kerling a Karl (druhé z nich bylo později pohlceno mořem).